# インメンハウゼン
インメンハウゼン または イメンハウゼン (ドイツ語: Immenhausen, ドイツ語発音: [ɪmənˈha͜uzn̩] ( 音声ファイル)) は、ドイツ連邦共和国ヘッセン州北部のカッセル郡に属す小都市である。
インメンハウゼンにはドイツの連邦ガールスカウト・ボーイスカウト連盟 e.V. (BdP) の連邦センターがある。

## 地理

### 位置
インメンハウゼンは北ヘッセン、カッセル中心部から北に約 12 km、ラインハルトの森の南西斜面に位置し、エッセ川の支流であるホルツカーペ川が東西に流れている。インメンハウゼンの約 5 km 北東にユンカーコプフがある。この山で湧出したオスターバッハ川（フルダ川の支流）はホルツハウゼン地区を流れている。

### 隣接する市町村
インメンハウゼンは、東は市町村に属さないグーツベツィルク・ラインハルツヴァルト、南はフルダタールとエスペナウ、西と北はグレーベンシュタインと境を接する（いずれもカッセル郡）。

### 自治体の構成
自治体としてのインメンハウゼンには、同名の中核市区の他、マリーエンドルフ地区（北東）とホルツハウゼン地区（東）が属している。

## 歴史

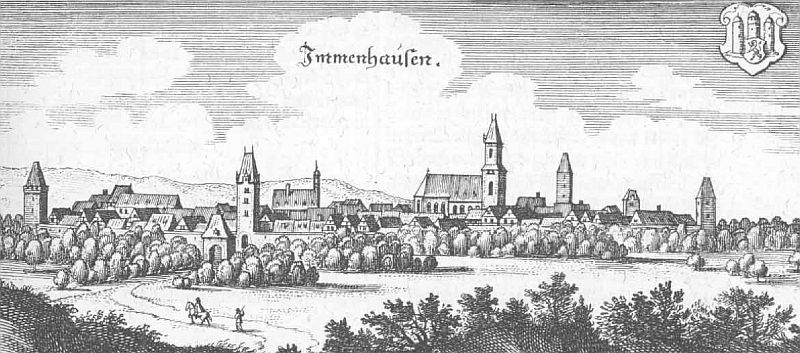
マテウス・メーリアンの銅版画に描かれた1655年頃のインメンハウゼン

1015年にハインリヒ2世はインメンハウゼンに宿駅を設けた。1123年にはドゥードー・フォン・インメンハウゼンをいう人物が記録されている。ドゥードーはマインツ大司教アーダルベルト1世の従者で、ホーフガイスマーをも含む周辺地域を治めるためにルステベルク城に封ぜられていた。ノルトハイム伯はドゥードーをブルスフェルデ修道院の代官に任命した。ドゥードーの娘リヒェンツァは初めノルトハイム家出身のボイネブルク伯ジークフリート4世と結婚し、後にアッセルブルク伯ハインリヒに嫁いだ。15世紀に、破壊されたロマネスク教会の跡地に聖ゲオルク教会が建設された。16世紀にバルトロメウス・リーゼベルク（マルティン・ルターの弟子）がこの地で説教を行った。19世紀に大火が起きた。

## 行政

### 議会
インメンハウゼンの市議会は、23 議席からなる。

### 姉妹都市
- モンテギュ（フランス、ヴァンデ県）1991年
- モディリアーナ（イタリア、エミリア＝ロマーニャ州）2007年

## 文化と見所

### 文化施設・文化行事
- 活動・文化・青年センター (AKKU)
- インメンハウゼン・ガラス博物館では、ガラスの歴史と、北ヘッセンから南ニーダーザクセンにかけてのガラス産業の伝統、特にガラス職人で企業家のリヒャルト・ジュスムートに関する情報が得られる。1996年まで製品を創っていたインメンハウゼン最後のガラス工房には彼の名が付けられていた。この他、1890年以降の実用ガラスの発展が示され、入れ替え展示されている特別展では現代ガラス芸術について知ることができる。
- 2000年から3年ごとに、インメンハウゼン・ガラス賞が公募され、ドイツ出身の、あるいはドイツで活動するガラス工芸家が参加している。
- 10月の最終土曜日にホルツハウゼンで、ホルツホイザー・ヘッケターラー文学賞が授与され、受賞者による朗読会が行われる。

### レジャー
- ブルンネンラウム - 市の歴史に関する展示
- フーファイゼン塔体験ステーション
- ガラス博物館（シュレージエン出身のガラス工芸家リヒャルト・ジュスムートの旧ガラス工房内）
- 屋内・屋外プール
- ラインハルトの森
- エコの小径アールベルク - インメンハウゼン・マリーエンドルフの文化史
- グリム童話「幸福なハンス」によってインメンハウゼンはドイツ・メルヘン街道に加盟している。

## 人物
- アルベルトゥス・ピクトール（1440年頃 - 1509年頃）画家。
- リリー・ヤーン（1900年 - 1944年）医師。国家社会主義の犠牲者。

## 引用
1. ↑  Hessisches Statistisches Landesamt: Bevölkerung in Hessen am 31.12.2023 (Landkreise, kreisfreie Städte und Gemeinden, Einwohnerzahlen auf Grundlage des Zensus 2011)]
2. ↑  Max Mangold, ed (2005). Duden, Aussprachewörterbuch (6 ed.). Dudenverl. p. 422. ISBN 978-3-411-04066-7
3. ↑  Zeitschrift des Vereins für hessische Geschichte und Landeskunde, Band 1, 1837, pp. 316 -
4. ↑  ハインリヒ・フォン・アッセルブルクの妻たち
5. ↑  2011年3月27日の市議会議員選挙結果